# Gyuu
Gyuu Okui Maszami első nagylemeze, mely 1995. április 21-én jelent meg a King Records kiadó jóvoltából. Az énekesnő az elmúlt másfél év alatt megjelent kislemezeinek dalait tartalmazza, valamint két új dalt. Az egyik az énekesnő saját dala, melyet saját magáról írt.

## Dalok listája
1. Reincarnation 3:55
2. Moonlight Angel (asita ni mukatte) (Moonlight Angel〜明日に向かって〜?) 4:48
3. I Was Boen to Fall in Love 4:30
4. Rjóte ippai no jume (両手いっぱいの夢?) 4:07
5. Full Up Mind 4:09
6. Beats the Band 5:14
7. Face 4:31
8. Fusigi na joru (不思議な夜?) 5:06
9. My Jolly Days 5:48
10. It’s Destiny (jatto meguri aeta) (It's DESTINY -やっと巡り会えた-?) 5:19
11. Energy 4:18
12. Live Alone (szennen tattemo) (Live alone...千年たっても?) 3:53
13. Dare jori mo zutto... (誰よりもずっと...?) 3:53
14. Bay Side Love Story (from Tokyo) 4:18

## Albumból készült kislemezek
- Dare jori mo zutto... (1993. augusztus 21.)
- I Was Born to Fall in Love (1994. január 21.)
- Reincarnation (1994. március 5.)
- My Jolly Days (1994. augusztus 5.)